# Pierre Daumesnil
Pour les articles homonymes, voir Daumesnil et Jambe de bois (homonymie).
Pierre Yrieix Daumesnil, surnommé la Jambe de bois, né à Périgueux le 27 juillet 1776 et mort à Vincennes le 17 août 1832 , est un général français du Premier Empire et de la Restauration.

## Biographie

### Général d’Empire
Fils d’un perruquier, Pierre Daumesnil reçoit une éducation fort incomplète et s’enrôle très jeune. Son père, ancien capitaine de cavalerie qui s’est livré au commerce, le destinait à cette carrière, mais le jeune Daumesnil s’engage à 17 ans dans le 22e régiment de chasseurs à cheval le 15 mars 1794.

### Guerres révolutionnaires
Grièvement blessé au combat d’Elne le 2 fructidor an II (19 août 1794), il rejoint son régiment en Italie au commencement de l’an IV, est admis le 25 prairial an V (13 juin 1797), avec le grade de brigadier dans les guides du général Bonaparte, et passe maréchal-des-logis le 7 brumaire an VI (28 octobre 1797). À ses débuts dans les guides, il est d’une inconduite notoire en dehors des batailles. Un jour au Caire, il est arrêté et condamné à mort avec deux autres guides pour rébellion en campagne après une bagarre avec des officiers de ligne. 
Bonaparte, qu’il a sauvé à Arcole et qui tient à lui, lui promet la vie sauve, s’il demande sa grâce, mais la mesure ne s’applique pas aux deux autres guides et Daumesnil refuse. Le lendemain, conduit au poteau d’exécution avec ses compagnons, la proposition lui est refaite et il refuse à nouveau. « […] mais, alors qu’il se met en marche pour rejoindre les deux autres condamnés, on le retient. La salve couche ses compagnons, sous ses yeux, et on le reconduit dans sa cellule. Bonaparte a décidé de le sauver. »,.
Un des premiers, il monte à l’assaut de Saint-Jean-d’Acre, y reçoit un coup de sabre et est précipité du haut des remparts dans le fossé par l’explosion d’une mine. Dans cette campagne, il sauve deux fois la vie du général Bonaparte. Le général en chef le fait passer aussitôt dans le régiment des guides, où il déploie en vingt circonstances la plus rare intrépidité, notamment à la bataille d’Aboukir le 7 thermidor an VII (25 juillet 1799), où il s’empare de l’étendard du capitan pacha. 
De retour en France avec Bonaparte, il entre dans les chasseurs à cheval de la Garde des consuls le 13 nivôse an VIII (3 janvier 1800), y est nommé adjudant-sous-lieutenant le 16 floréal (6 mai) et lieutenant le 29 messidor (18 juillet). Daumesnil suit le Premier consul en Italie (1799-1800) et combat à Marengo.

### Guerres napoléoniennes
Capitaine le 13 messidor an IX (2 juillet 1801) et membre de la Légion d’honneur le 25 prairial an XII (14 juin 1804), il fait les guerres d’Autriche (an XIV), de Prusse (1806) et de Pologne (1807). Chef d’escadron le 27 frimaire an XIV (18 décembre 1805) après Austerlitz et officier de la Légion d'honneur le 14 mars 1806, il est sur les champs de bataille d’Iéna, d’Eylau et de Friedland.
Il suit l’Empereur en Espagne en 1808. Dans l’insurrection du 2 mai à Madrid, c’est lui qui, à la tête des chasseurs à cheval de la Garde impériale, commande la principale charge de la cavalerie française contre les habitants de Madrid dans la grande rue d'Alcalá. Il a deux chevaux tués sous lui par le feu des insurgés.
Daumesnil fait partie en 1809 de l’armée d'Allemagne, se trouve à la bataille d'Eckmühl et est promu au grade de colonel-major le 15 juin. Il est créé baron de l'Empire et il tombe blessé à la jambe gauche sur le champ de bataille de Wagram le 6 juillet, étant à peine remis d’un coup de lance qui lui a percé le corps au commencement de la campagne. Amputé deux fois en quelques jours, il a le bonheur de se rétablir et l’Empereur lui conserve son emploi. 
Général de brigade, commandant de la Légion d'honneur et du château de Vincennes le 2 février 1812, il est investi le 18 du même mois du titre de gouverneur de cette place, d’où sortent pendant les quatre dernières années de l’Empire jusqu’à 350 000 cartouches et 40 000 gargousses par jour. Son importance est si grande que l’Empereur, dans un ordre spécial, prescrit au général Daumesnil d’y loger, de ne jamais découcher, et de ne pas s’en absenter un instant sans ordre.

### La défense du fort de Vincennes
La capitulation signée le 30 mars 1814 à 17 h prescrit que le matériel qui couronne les hauteurs de la capitale doit être livré le lendemain à l’ennemi. Daumesnil, la nuit même, sort de Vincennes avec 250 chevaux, enlève et introduit dans la place canons, fusils et munitions, matériel estimé à plusieurs millions.

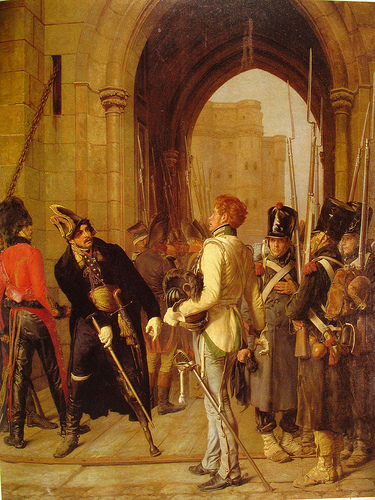
Gaston Mélingue, Le général Daumesnil refuse de livrer Vincennes (1882), mairie de Vincennes.

La capitale est alors occupée par les alliés austro-russo-prussiens depuis plusieurs semaines et Daumesnil tient encore. Les alliés réclament en menaçant le général. On ne parle, dans Paris, que de la gaieté de sa réponse aux sommations russes : « Quand vous me rendrez ma jambe, je vous rendrai ma place ! » Il défend ce poste avec le plus grand courage contre les troupes alliées. 
La Restauration elle-même croit devoir honorer ce beau caractère et elle retire à Daumesnil le gouvernement de Vincennes, mais elle lui donne en échange celui de la petite place de Condé et la croix de Saint-Louis le 17 janvier 1815. L’apparition de Napoléon sur les côtes de Provence doit naturellement rendre le vieux soldat à toute l’ardeur de ses affections pour l’Empereur. Cependant, fidèle à ses nouveaux serments, il n’arbore les couleurs nationales sur la citadelle de Condé que le 22 mars, c’est-à-dire après le départ des Bourbons. Le soir où Napoléon entre à Paris, le 20 mars 1815, Daumesnil rentre dans Vincennes.
Bien que la paix ait été signée au Congrès de Vienne, les forces d’occupation prussiennes veulent dépouiller les places fortes et arsenaux français sous prétexte de compensation de celui qui leur a été enlevé lors des conquêtes napoléoniennes. L’arsenal de Vincennes renferme un matériel considérable, plus de 52 000 fusils neufs, plus de 100 pièces de canon, plusieurs tonnes de poudre, balles, boulets, obus et sabres. Le général baron Karl von Müffling, commandant en chef du corps prussien qui occupe Paris, a essayé par tous les moyens oratoires de pénétrer dans le château. Le général est de nouveau sommé de se rendre lorsque la capitale est encore envahie : « Nous vous ferons sauter », dit un des parlementaires. « — Alors je commencerai », répond le brave général, en lui montrant une énorme quantité de poudre ; « nous sauterons ensemble. » Blücher lui fait proposer un million pour prix d’une capitulation, Daumesnil rejette l'offre avec mépris. « Mon refus servira de dot à mes enfants », dit-il. Impatient de rester inactif dans ces murs, il fait une sortie à la tête de quelques invalides, prend et reprend trois fois le village de Vincennes et ramène des canons prussiens dans la place. 
Il arrive à faire parvenir au ministre de la Guerre, le duc de Feltre, un billet glissé dans la jarretière d’une femme, dans lequel il sollicite l’aide du roi. Le général de Rochechouart, commandant la place de Paris, est envoyé à son secours. Le récit de ce dernier témoigne de l’extraordinaire courage du général Daumesnil, qui résiste avec une armée inférieure à 200 sous-officiers . Cinq mois après il capitule devant les Bourbons et sort de la forteresse avec le drapeau tricolore. Le 8 septembre de la même année, Daumesnil est mis à la retraite par le gouvernement royal. 
Le baron Daumesnil vit dans la retraite quand la révolution de Juillet 1830 éclate : un des premiers actes du gouvernement est de lui rendre le commandement de Vincennes, dont la Restauration l’a dépouillé. Il y entre le 5 août, et est promu au grade de lieutenant-général le 27 février 1831.
Les ministres de Charles X étaient emprisonnés au donjon de la forteresse, en attendant que la Cour des pairs se prononçât sur leur sort. Quand une foule de révolutionnaires exaltés demandèrent sous les murs de Vincennes la tête des ministres, Daumesnil leur répondit : « Ils n'appartiennent qu'à la loi, vous ne les aurez qu'avec ma vie », et son énergie suffit à calmer les émeutiers. Lorsqu’il faut transférer les ministres à la maison d’arrêt de la Chambre des pairs, on craint une nouvelle tentative contre leur vie. L’un d’eux est malade. Daumesnil, en grand uniforme le place à ses côtés, dans sa voiture, et aussi intrépide que généreux, il traverse la foule silencieuse et menaçante qui afflue sur son passage. Il se dirige au pas vers le palais du Luxembourg, et remet, sain et sauf, au commandant du palais le proscrit confié à sa garde.

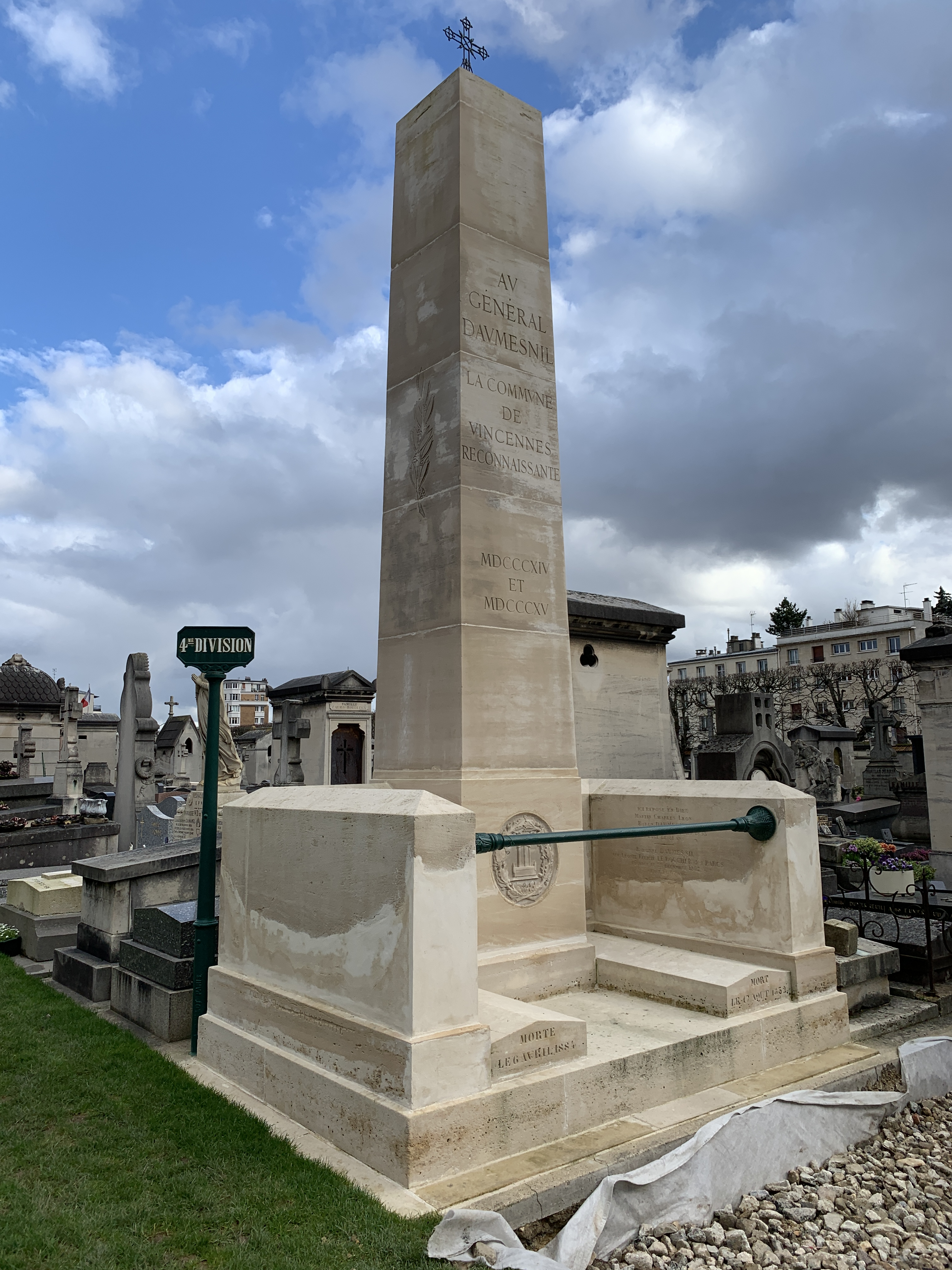
Sépulture du général Daumesnil.

Le baron Daumesnil est mort du choléra à Vincennes le 17 août 1832. Il est inhumé au cimetière de Vincennes. Les Chambres accordent une pension à sa veuve. 
Sa veuve Léonie Garat est nommée en juin 1851 par le président de la république Louis-Napoléon Bonaparte (et futur Napoléon III) surintendante de la maison de Saint-Denis.
Fille de Martin Garat (1748-1830), un dirigeant de la Banque de France dont la signature figurait sur les billets de banque, Léonie Garat (1795-1884) avait épousé, à l’âge de seize ans, en 1812, le général-baron Pierre Daumesnil.

## Titres
- Baron Daumesnil et de l’Empire, décret du 13 avril 1809, lettres patentes du 9 mars 1810 (Paris).

## Distinctions
- Légion d’honneur :
  - légionnaire le 25 prairial an XII (14 juin 1804), puis ;
  - officier le 14 mars 1806, puis ;
  - commandant le 21 février 1812.
- Chevalier de l’ordre de la Couronne de Fer.
- Chevalier de Saint-Louis le 17 janvier 1815.

## Hommage, honneurs et mentions

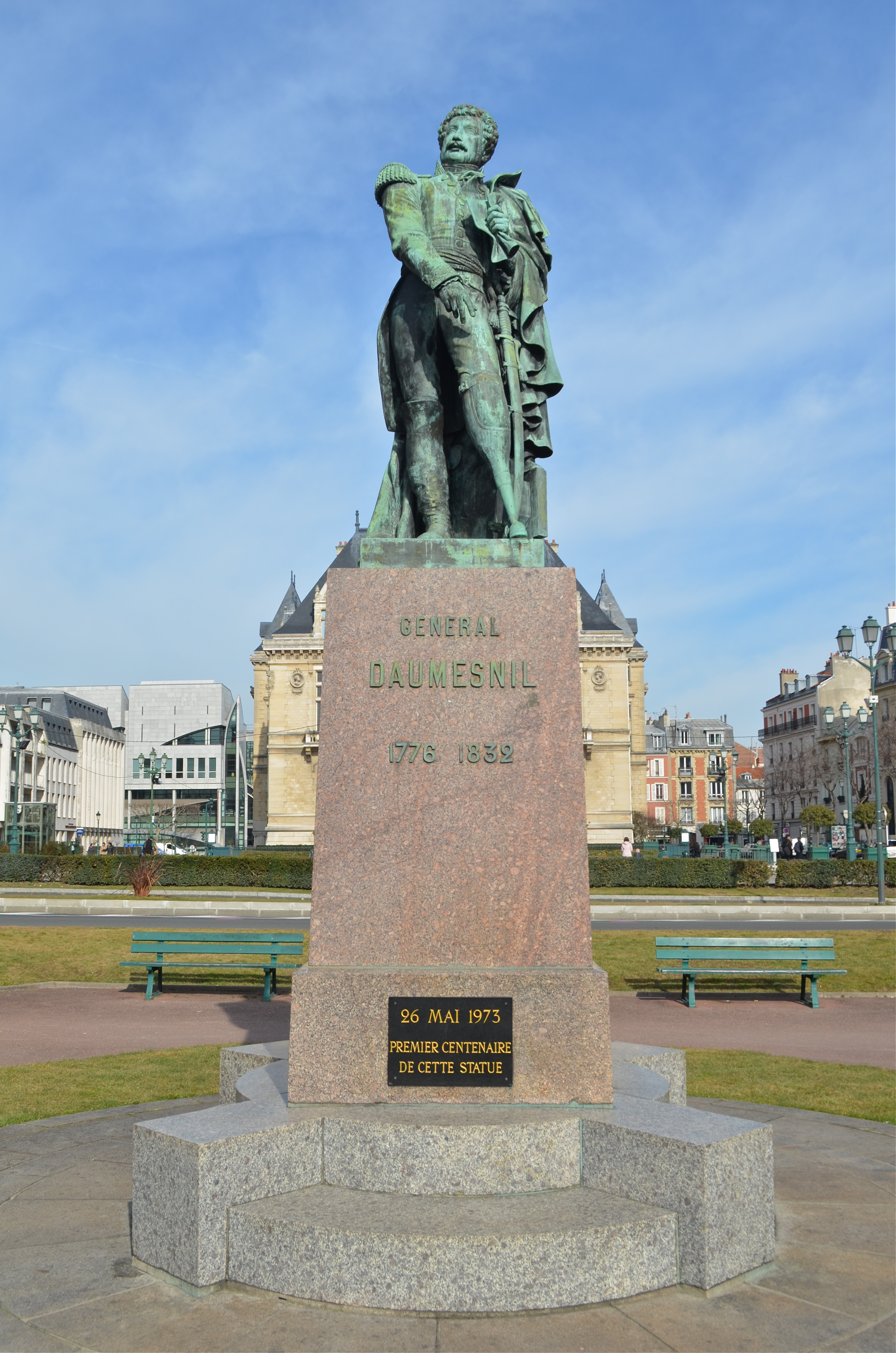
Statue du général Daumesnil, à Vincennes. Sculpture de Louis Rochet. Monument inauguré en 1873.

- Le nom de Daumesnil est gravé au côté nord (8e colonne) de l’arc de triomphe de l’Étoile, à Paris.
- Une statue a été élevée en hommage à Daumesnil à Périgueux en 1873, œuvre sculptée par Louis Rochet[12] ,[13], ainsi qu’une autre statue à Vincennes, la même année, œuvre également réalisée par Rochet[11],[14],[15],[16].
- Une des plus longues avenues de Paris, l’avenue Daumesnil, conduisant de la place de la Bastille au château de Vincennes, porte son nom ; elle passe par la place Félix Eboué (anciennement place Daumesnil).
- Il existe aussi une avenue Daumesnil à Périgueux (Dordogne) et à Ris-Orangis (Essonne).
- Il existe à Paris une station de métro « Daumesnil ».
- Le lac Daumesnil, lac artificiel du bois de Vincennes, à l’est de Paris, a été nommé en son honneur.
- Un buste du général-baron Daumesnil (1847), sculpté par Jean-Baptiste Joseph Debay (1802-1862), est conservé à Paris au musée du Louvre[17].
- Un autre buste, par Andrée Wegl (fin XIXe siècle), est conservé à Versailles au musée de l'Histoire de France.
- Un timbre-poste dessiné et gravé par Claude Andréotto a été émis le 6 septembre 1976 (cachet premier jour du 4 septembre 1976 à Périgueux, lieu de sa naissance et à Vincennes, lieu de son décès) pour commémorer le bicentenaire de sa naissance.

## Armoiries
| Figure | Blasonnement |
|        | Armes du baron Daumesnil et de l’Empire « Coupé le premier parti de sinople, au cor de chasse d’or et de gueules au signe des barons tirés de l’armée, le deuxième d’azur au trophée de sept drapeaux et deux fusils avec baïonnettes d’argent, soutenus de deux tubes de canon du même. », Livrées : les couleurs de l’écu. |